# Lista de singles número um na Brasil Hot 100 em 2024
Esta é uma lista dos singles que alcançaram a primeira posição da Brasil Hot 100 em 2024. A Brasil Hot 100 é uma parada musical que classifica as canções mais ouvidas no território. Seus dados são compilados pela Luminate e publicados pela revista Billboard Brasil. A parada é baseada na atividade de streaming dos principais serviços de música no Brasil em uma fórmula ponderada que incorpora fluxos oficiais apenas em assinaturas e camadas de serviços de áudio e vídeo com suporte de anúncios.

## Histórico
| Semana de       | Canção                                              | Artista(s) | Ref.   |
| --------------- | --------------------------------------------------- | --- | ------ |
| 6 de janeiro    | "Me Leva pra Casa / Escrito nas Estrelas / Saudade" | Lauana Prado | [ 2 ]  |
| 13 de janeiro   | "Deja Vu"                                           | Luan Santana e Ana Castela | [ 3 ]  |
| 20 de janeiro   | "Me Leva pra Casa / Escrito nas Estrelas / Saudade" | Lauana Prado | [ 4 ]  |
| 27 de janeiro   | "Deja Vu"                                           | Luan Santana e Ana Castela | [ 5 ]  |
| 3 de fevereiro  | "Me Leva pra Casa / Escrito nas Estrelas / Saudade" | Lauana Prado | [ 6 ]  |
| 10 de fevereiro | "Me Leva pra Casa / Escrito nas Estrelas / Saudade" | Lauana Prado | [ 7 ]  |
| 17 de fevereiro | "Me Leva pra Casa / Escrito nas Estrelas / Saudade" | Lauana Prado | [ 8 ]  |
| 24 de fevereiro | "Macetando"                                         | Ivete Sangalo e Ludmilla | [ 9 ]  |
| 2 de março      | "Perna Bamba"                                       | Parangolé e Leo Santana | [ 10 ] |
| 9 de março      | "Baby Eu Tava na Rua da Água"                       | MC Menor RV e TR | [ 11 ] |
| 16 de março     | "Me Leva pra Casa / Escrito nas Estrelas / Saudade" | Lauana Prado | [ 12 ] |
| 23 de março     | "Qual é o Seu Desejo?"                              | Tz da Coronel, Ryu the Runner, Nagalli e Cúpula                                                                               | [ 13 ] |
| 30 de março     | "Qual é o Seu Desejo?"                              | Tz da Coronel, Ryu the Runner, Nagalli e Cúpula                                                                               | [ 14 ] |
| 6 de abril      | "Diz Aí Qual é o Plano?"                            | MC IG, MC Ryan SP, Oruam, MC GH do 7, MC GP, MC Luki, MC Nego Micha, MC PH, MC Poze do Rodo, Murillo e LT no Beat e TrapLaudo | [ 15 ] |
| 13 de abril     | "Haverá Sinais"                                     | Jorge & Mateus e Lauana Prado                                                                                                 | [ 16 ] |
| 20 de abril     | "Mtg Quero Te Encontrar"                            | DJ Jz, DJ Lg Prod, Humberto & Ronaldo, MC Mininin e Silvanno Salles                                                           | [ 17 ] |
| 27 de abril     | "Mtg Quero Te Encontrar"                            | DJ Jz, DJ Lg Prod, Humberto & Ronaldo, MC Mininin e Silvanno Salles                                                           | [ 18 ] |
| 4 de maio       | "Gosta de Rua"                                      | Felipe e Rodrigo | [ 19 ] |
| 11 de maio      | "Digitando"                                         | Gustavo Moura e Rafael | [ 20 ] |
| 18 de maio      | "Digitando"                                         | Gustavo Moura e Rafael | [ 21 ] |
| 25 de maio      | "Digitando"                                         | Gustavo Moura e Rafael | [ 22 ] |
| 1 de junho      | "Digitando"                                         | Gustavo Moura e Rafael | [ 23 ] |
| 8 de junho      | "MTG Quem Não Quer Sou Eu"                          | DJ Topo | [ 24 ] |
| 15 de junho     | "MTG Quem Não Quer Sou Eu"                          | DJ Topo | [ 25 ] |
| 22 de junho     | "MTG Quem Não Quer Sou Eu"                          | DJ Topo | [ 26 ] |
| 29 de junho     | "MTG Quem Não Quer Sou Eu"                          | DJ Topo | [ 27 ] |
| 6 de julho      | "Gosta de Rua"                                      | Felipe & Rodrigo | [ 28 ] |
| 13 de julho     | "Gosta de Rua"                                      | Felipe & Rodrigo | [ 29 ] |
| 20 de julho     | "Gosta de Rua"                                      | Felipe & Rodrigo | [ 30 ] |
| 27 de julho     | "The Box Medley Funk 2"                             | The Box, MC Brinquedo, MC Cebezinho, MC Tuto e MC Laranjinha                                                                  | [ 31 ] |
| 3 de agosto     | "The Box Medley Funk 2"                             | The Box, MC Brinquedo, MC Cebezinho, MC Tuto e MC Laranjinha                                                                  | [ 32 ] |
| 10 de agosto    | "The Box Medley Funk 2"                             | The Box, MC Brinquedo, MC Cebezinho, MC Tuto e MC Laranjinha                                                                  | [ 33 ] |
| 17 de agosto    | "The Box Medley Funk 2"                             | The Box, MC Brinquedo, MC Cebezinho, MC Tuto e MC Laranjinha                                                                  | [ 34 ] |
| 24 de agosto    | "Só Fé"                                             | Grelo | [ 35 ] |
| 31 de agosto    | "Só Fé"                                             | Grelo | [ 36 ] |
| 7 de setembro   | "Louco, Louco"                                      | Mari Fernandez e Zé Felipe | [ 37 ] |
| 14 de setembro  | "Xonei"                                             | Jorge & Mateus e Henrique & Juliano                                                                                           | [ 38 ] |
| 21 de setembro  | "Saveiro"                                           | Kaique & Felipe e Luan Pereira                                                                                                | [ 39 ] |
| 28 de setembro  | "Crack com Mussilon"                                | Matuê | [ 40 ] |
| 5 de outubro    | "Crack com Mussilon"                                | Matuê | [ 41 ] |
| 12 de outubro   | "Coração Partido (Corazón Partío)"                  | Grupo Menos é Mais | [ 42 ] |
| 19 de outubro   | "Coração Partido (Corazón Partío)"                  | Grupo Menos é Mais | [ 43 ] |
| 26 de outubro   | "Última Saudade"                                    | Henrique & Juliano | [ 44 ] |